# Gertrud Dübi-Müller
Gertrud Dübi-Müller (Solothurn, 29 april 1888 - aldaar, 20 januari 1980) was een Zwitserse fotografe, kunstverzamelaarster en mecenas.

## Biografie

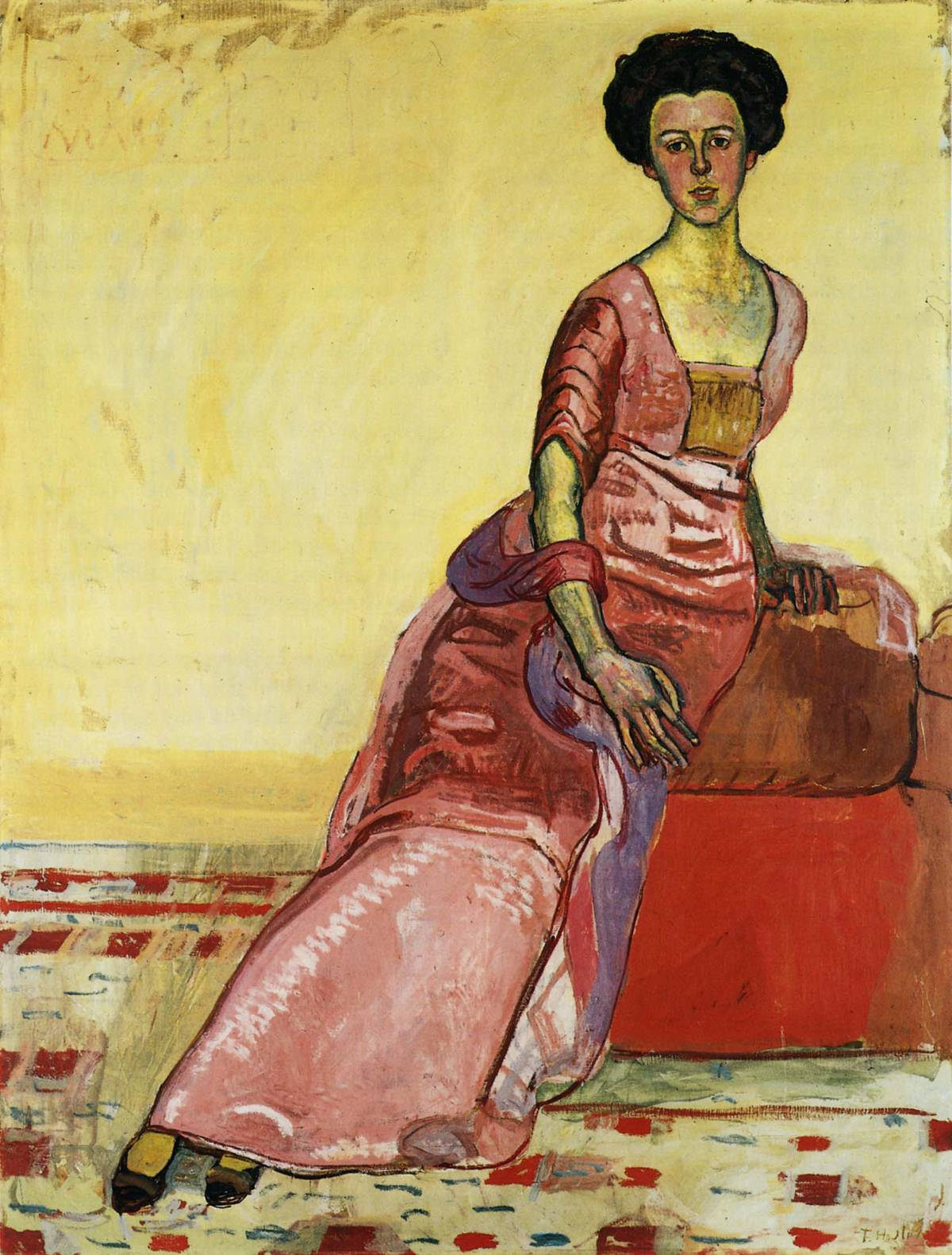
Portret van Gertrud Dübi-Müller door Ferdinand Hodler, 1911 (Kunstmuseum Solothurn, Dübi-Müller-Stiftung).

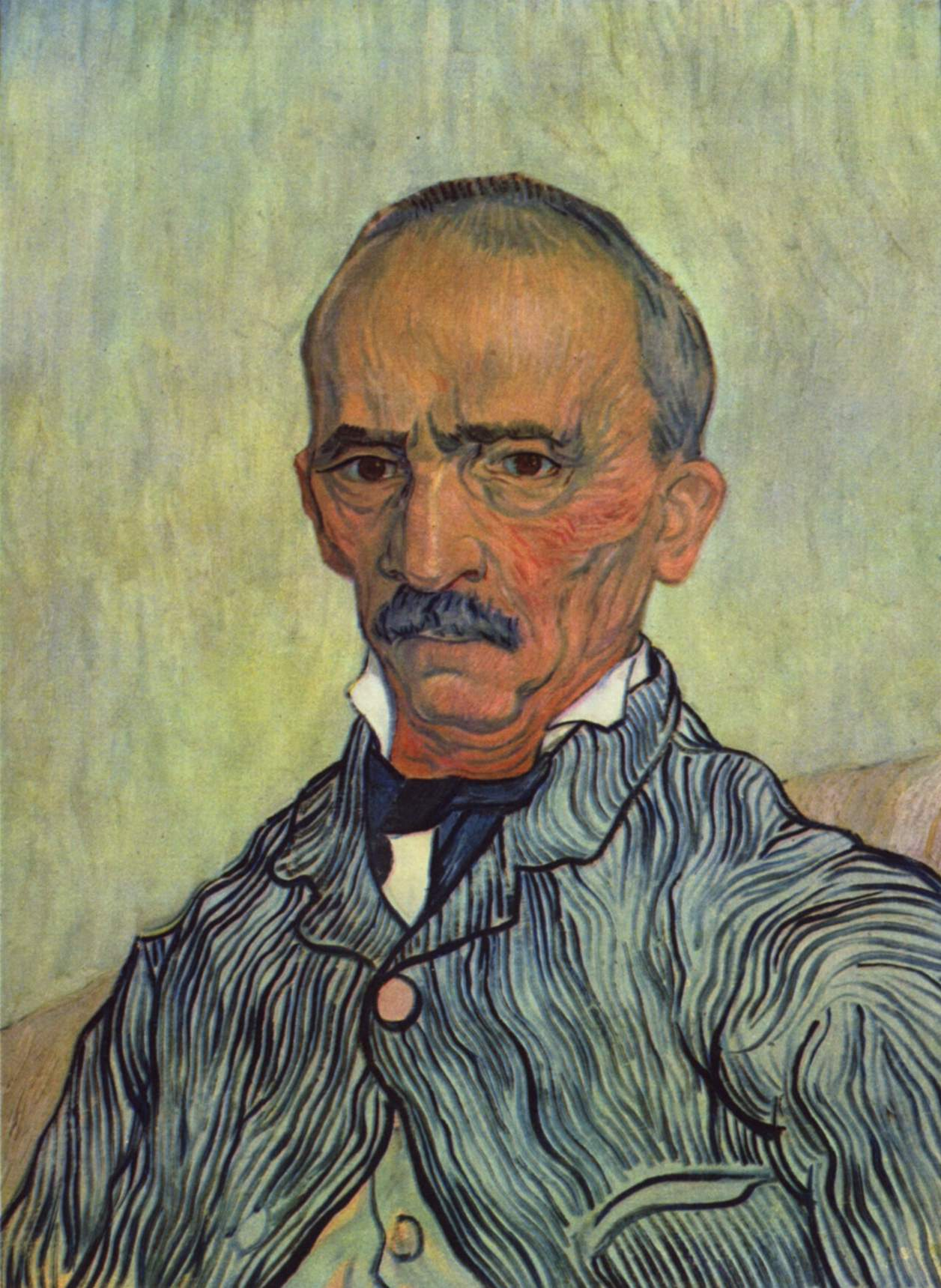
Portrait de Monsieur Trabuc, intendant de l'hôpital Saint-Paul van Vincent van Gogh, het eerste schilderij in de verzameling van Dübi-Müller.

Gertrud Dübi-Müller was een dochter van Josef Müller-Haiber en een zus van Josef Müller. Ze trouwde in 1921 met Otto Dübi.
Nadat de ouders van Dübi-Müller reeds vroeg waren overleden, stond vanaf 1894 een lerares in voor haar opvoeding. Ze liep school in Solothurn, Genève en Londen. In 1902 leerde ze de Zwitserse kunstschilders Ferdinand Hodler en Cuno Amiet kennen, die haar schilderlessen zouden geven en haar de grote kunstschilders zou leren kennen. Ze bleef bevriend met Hodler tot diens overlijden in 1918 en had contacten over de ganse wereld.
In 1907 kocht Dübi-Müller haar eerste werk, het Portrait de Monsieur Trabuc, intendant de l'hôpital Saint-Paul van Vincent van Gogh. Het zou het eerste werk zijn in haar kunstverzameling van zowel Zwitserse als buitenlandse kunstenaars. In 1964 richtte ze samen met haar echtgenoot een stichting op, de Dübi-Müller-Stiftung, waarin ze haar kunstverzameling onderbracht. Een groot deel van haar verzameling werd in 1981 geïntegreerd in de collecties van het Kunstenmuseum Solothurn gevestigd in haar geboortestad.
Naast haar activiteiten als kunstverzamelaarster was Dübi-Müller ook actief als documentatiefotografe.